# Parafia św. Antoniego Padewskiego w Jarocinie
Parafia Świętego Antoniego Padewskiego – polska rzymskokatolicka parafia z siedzibą przy ul. Franciszkańskiej 3 w Jarocinie, należąca do dekanatu Jarocin w diecezji kaliskiej. 

## Historia
Parafia została erygowana w 1961 roku przy klasztorze Franciszkanów. W latach 1976–1978 został wybudowany kościół parafialny.
Proboszczem parafii jest mgr Sofroniusz Rempuszewski OFM.

## Grupy parafialne
- Liturgiczna Służba Ołtarza (ministranci i lektorzy),
- Wspólnota Młodych,
- Akcja Katolicka,
- Franciszkański Zakon Świeckich,
- Bractwo Charytatywne św. Antoniego.